# Hirschenhof (Kolonie)

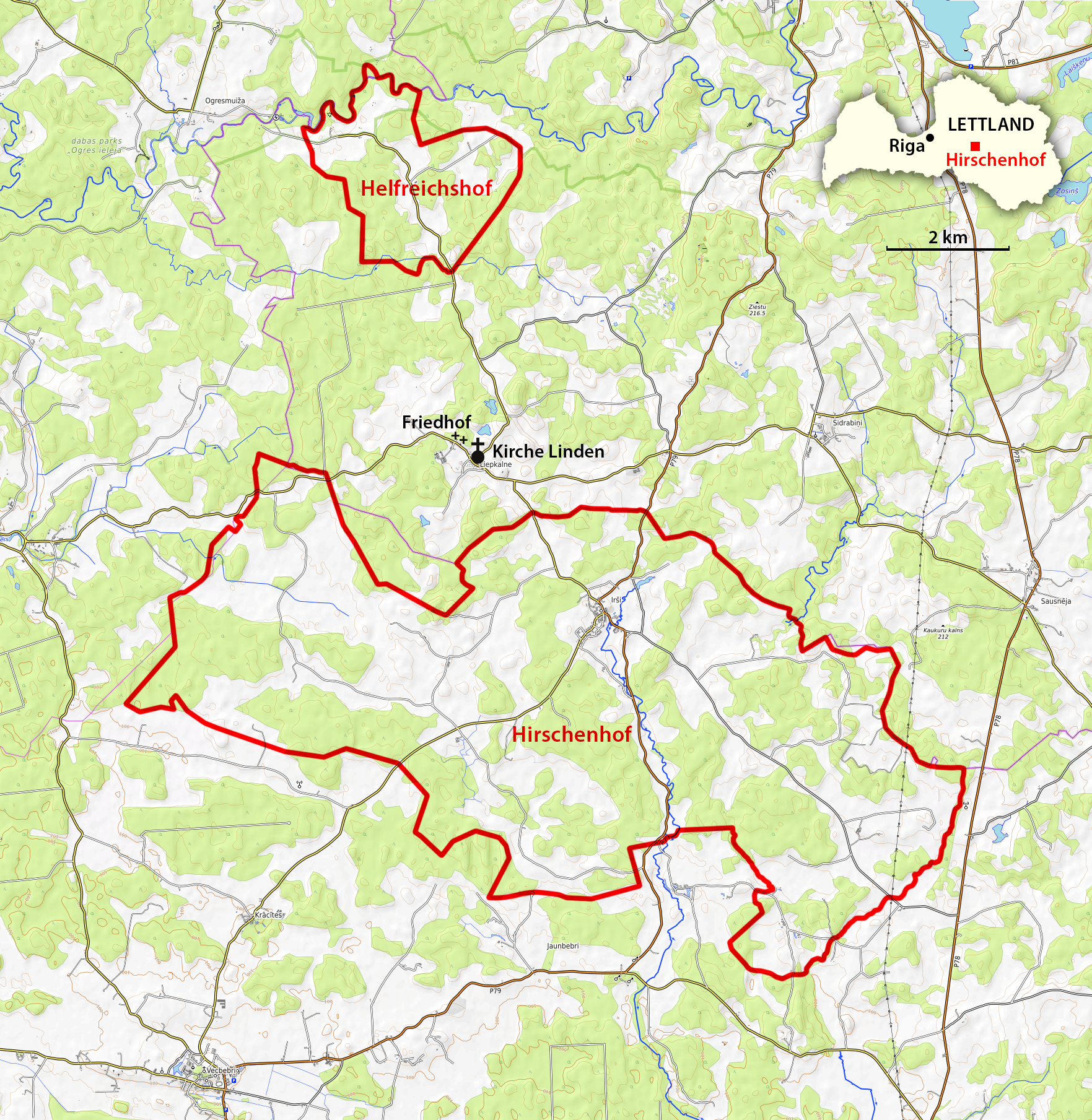
Lage und Umfang der Kolonien Hirschenhof und Helfreichshof

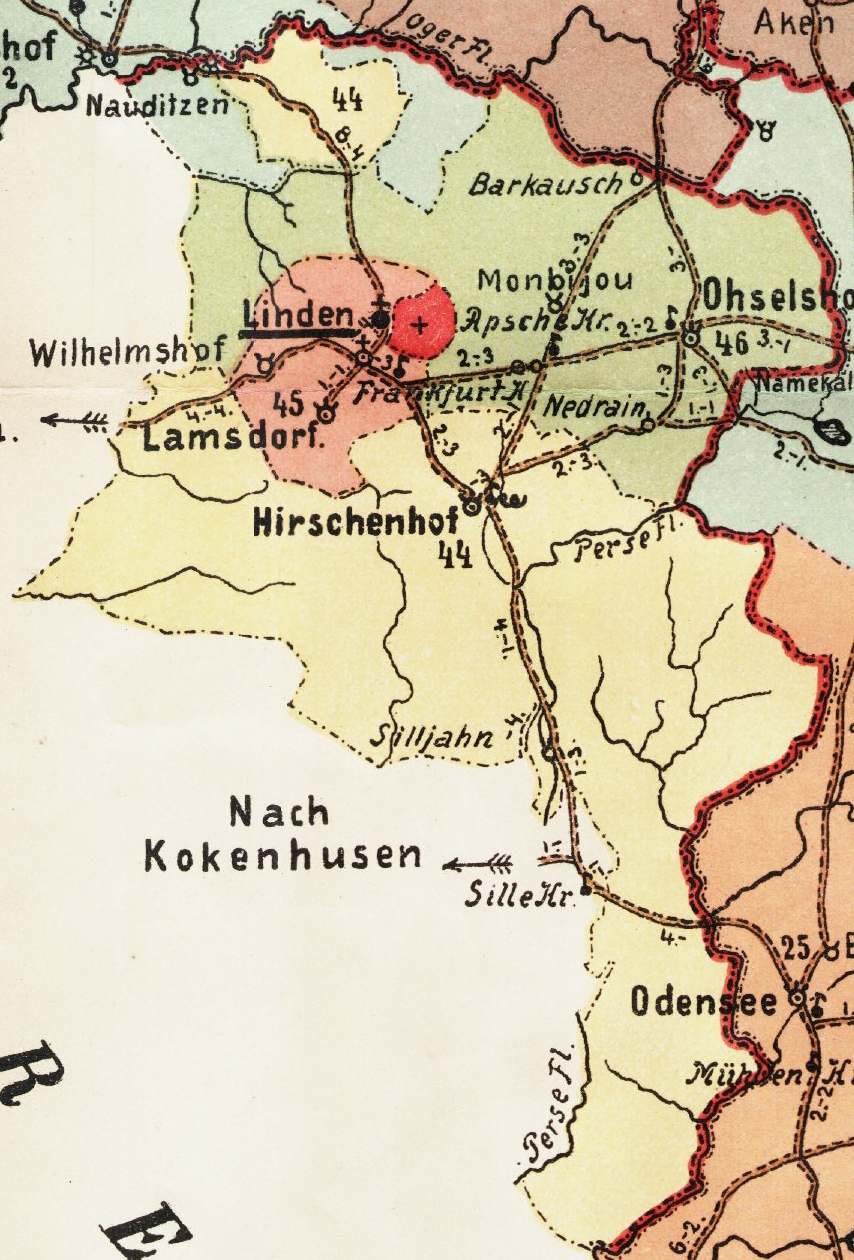
Lage von Hirschenhof südlich der rot eingezeichneten Kirche von Linden auf der Wegekarte des Wendenschen Kreises mit den Kirchspiel- und Gutsgrenzen. Riga: Liv-Estländischen Landeskultur Bureau (Jurjew: Photolithographie E. Bertelson), 1904

Hirschenhof war eine von 1766 bis 1939 bestehende russlanddeutsche Siedlung an der Stelle des heutigen Dorfes Irši in Lettland, etwa 100 Kilometer östlich von Riga. Mit bis zu 3000 Einwohnern handelte es sich um die größte geschlossene deutschsprachige Siedlung in Lettland. Die fast ausschließlich deutschstämmigen Bewohner lebten weitgehend isoliert von den Deutsch-Balten. So entwickelte sich, beeinflusst von der lettischen Sprache, eine eigene deutsche Mundart.
Die Gründung der Kolonie geht auf die russische Zarin Katharina II. zurück, die 1766 deutsche Auswanderer auf dem Gebiet der ehemaligen Gutshöfe Hirschenhof und dem etwas nördlich davon liegenden Helfreichshof ansiedelte, die das bis dahin bewaldete und kaum bewohnte Land kultivieren sollten. Die in deutschsprachigen Gebieten mit der Zusicherung von Privilegien wie Steuererleichterungen und Freiheit vom Militärdienst angeworbenen Siedler, die als Kolonisten bezeichnet wurden, erhielten als Erbpächter Parzellen zur Urbarmachung zugeteilt. Hirschenhof und Helfreichshof umfassten zusammen ursprünglich rund 4500 Hektar Land und nach Erweiterung des Gebiets und der Anlage weiterer Erbpachtstellen 6000 Hektar. Drei größere Waldstücke sollten erhalten bleiben, von denen eines den Kolonisten gemeinsam gehörte. Die Kolonisten wohnten meist auf verstreuten Einzelhöfen. Als die Bevölkerung wuchs und nicht mehr genug Land für neue Höfe erworben werden konnte, um jüngere, vom Anerbenrecht ausgeschlossene Söhne zu versorgen, suchten Nachkommen der ersten Hirschenhöfer Siedler nach einem Auskommen außerhalb der Kolonie. Das Passsystem erschwerte jedoch eine dauerhafte Niederlassung in den Städten und den Erwerb der Bürgerrechte. Nach hundert Jahren fielen Beschränkungen und weitgehend auch die Privilegien 1867 weg, und Hirschenhof wurde eine Koloniegemeinde (kolonija pagast). Hirschenhöfer konnten sich nun leichter in baltischen und russischen Städten integrieren, behielten jedoch oft die Bindung an Hirschenhof.
1939 wurden fast alle Bewohner der Siedlung sowie die vielen weiteren Nachfahren der ursprünglichen Siedler in den Warthegau umgesiedelt. Die Höfe wurden an lettische Bauern verkauft. In der seit 1940 Irši genannten Ortschaft im Iršu pagast (Gemeinde Irši), einem Verwaltungsbezirk im Bezirk Aizkraukle, leben keine Deutschsprachigen mehr. Im Zuge der landwirtschaftlichen Zentralisierung während der sowjetischen Besetzung Lettlands wurden die verstreut liegenden Einzelgehöfte aufgegeben. Bis auf wenige Gebäude im Dorfkern und den „Nomaļi“ genannten Hof Nr. 18 sind die Gebäude der Kolonie verschwunden.

## Vorgeschichte
Das Landgut Hirschenhof verdankt seinen Namen dem schwedischen Kapitän Abraham Larsson Hirsch (1604–1666), dem Königin Christina das Land 1637 schenkte. Hirsch wurde 1645 unter dem Namen Cronhiort (in späterer schwedischer Schreibung Cronhjort, heute Kronhjort; deutsch auch Cronhirsch) in den schwedischen Adel aufgenommen. Sein Sohn, der spätere schwedische General Abraham Kronhjort, wurde im nahegelegenen Kokenhusen geboren. Hirsch-Kronhjort verkaufte das Gut 1650 an den Kriegskommissar Kronshern. Unter Karl XI. wurden Ende des 17. Jahrhunderts im Zuge der sogenannten Reduktionen in Schwedisch-Livland Güter der livländischen Ritterschaft von der Regierung eingezogen. Hirschenhof wurde damit wieder ein Krongut. Mit dem Frieden von Nystad 1721 wurde Livland nach dem Nordischen Krieg Teil des Russischen Reichs. Hirschenhof lag bis zur ersten Teilung Polens 1772 im Grenzgebiet zu Polen-Litauen. Von dem ehemaligen Gut ist nur eine Scheune erhalten.

## Geschichte

### Gründung der Kolonie im 18. Jahrhundert

#### Einordnung
Als Kolonistensiedlung war Hirschenhof ein typisches Beispiel für die Politik der Peuplierung, der planmäßigen Ansiedlung neuer Bevölkerungsgruppen, die im Zeitalter des Aufgeklärten Absolutismus im 18. Jahrhundert viele Herrscher im Sinne der Kameralistik verfolgten. Durch die Peuplierung sollte der Landesausbau gefördert, bisher unbewohnte und nicht bewirtschaftete oder durch die Kriege des 17. Jahrhunderts entvölkerte Gebiete sollten erschlossen werden. Die Herrscher und ihre Verwaltungen hofften damit neue Staatseinnahmen zu generieren. In Preußen beispielsweise wurden bereits im 17. Jahrhundert durch das Edikt von Potsdam von 1685 aus Frankreich vertriebene Protestanten, die Hugenotten, angesiedelt. Die Friderizianische Kolonisation setzte dieses Programm im 18. Jahrhundert unter Friedrich II. fort.
Auch der dänische König Friedrich V. beabsichtigte, durch Kolonisierung von Heide- und Moorgebieten im Herzogtum Schleswig die Wirtschaft im Lande zu fördern. Dafür ließ er den Legationsrat Johann Friedrich Moritz 1759 einen Aufruf in verschiedenen Zeitungen starten, der Auswanderungswilligen Land und Steuerpriviligien versprach. Denen, die sich bei ihm in Frankfurt am Main meldeten, gab Moritz dänische Pässe aus und schickte sie nach Jütland, wo sie im Laufe der Jahre 1760 und 1761 von dänischen Beamten in Altona in Empfang genommen und auf die vorgesehenen Gebiete verteilt wurden. Die Kultivierung des in den jütischen Heiden zugeteilten Landes erwies sich bald als deutlich schwieriger als erwartet, vor allem weil die meisten Zugewanderten gar keine Landwirte waren oder zumindest keinerlei Erfahrung mit der Moorkultivierung mitbrachten. Darüber hinaus waren die zugeteilten Parzellen von 9 bis höchstens 15 Hektar zu klein, um auf den nährstoffarmen Böden ausreichend Erträge zu erzielen. Konflikte mit der einheimischen Bevölkerung, die die Moor- und Heideflächen bis dahin zur Torf- und Heideplackengewinnung genutzt hatte, kamen hinzu. Die dänische Regierung ließ deshalb schon nach wenigen Jahren das Programm auslaufen, wodurch die Kolonisten sich weitgehend selbst überlassen blieben. Vor diesem Hintergrund richtete sich die Siedlerwerbung von Kaiserin Katharina II. besonders an jütische Siedler. Diese brachten bereits Kultivierungserfahrung mit, auch wenn unter ihnen ebenso wie unter den übrigen Neusiedlern nur wenige „eigentliche Ackersleute“ waren.

#### Werbung um Siedler
Kaiserin Katharina II. holte ab 1763 deutsche Bauern in ihr Herrschaftsgebiet, die bis dahin wenig bevölkerte Gegenden besiedeln und fortschrittliche Methoden in der Landwirtschaft einführen sollten. Den künftigen Kolonisten wurden jeweils ein Haus und mindestens 30 Dessjatinen – etwas mehr als 30 Hektar – Ackerland als unveräußerliches „Erbe“ versprochen. Das war deutlich mehr Land, als die meisten einheimischen Bauern bewirtschafteten. Für die ersten Anschaffungen an Ackergerät, Vieh und Saatgut vergab die Krone zinslose Darlehen. Dazu wurden den Kolonisten verschiedene Sonderrechte gewährt wie Steuerbefreiungen für die ersten Jahre – je nach Zustand des vorgefundenen Landes bis zu zehn Jahre – und auch danach Steuererleichterungen, Religionsfreiheit und das Recht zur Selbstverwaltung; auch vom Militärdienst und von der Pflicht zur Einquartierung von Soldaten waren sie für hundert Jahre befreit. Die Kolonisten mussten ihrer neuen Landesherrin, Katharina II., den Untertaneneid schwören und die russische Staatsangehörigkeit annehmen. Mit der Unterschrift unter den Vertrag verpflichteten sie sich, das zugeteilte Land innerhalb weniger Jahre in ertragreiches Ackerland zu verwandeln und die Darlehen zurückzuzahlen.
Aufgrund der versprochenen besseren Bedingungen wie mehr als doppelt soviel Land und längere Steuerfreiheit nahmen auch viele desillusionierte jütische Siedler, darunter vierzig der späteren Hirschhöfer Familien, das russische Angebot an. Viele von ihnen stammten ursprünglich aus der Kurpfalz.
Die meisten Auswanderer sammelten sich in Lübeck, um von dort aus per Schiff nach St. Petersburg zu gelangen. Allein im Frühjahr 1766 warteten in der Hansestadt mehr als zehntausend Menschen auf ihre Überfahrt. Von St. Petersburg aus reisten die späteren Kolonisten in ihre neuen Siedlungsgebiete bei Saratow an der Wolga oder in das 1764 geschaffene Gouvernement Neurussland. Für die Verträge mit den Kolonisten und deren Betreuung war die 1762 gegründete „Tutelkanzlei für Ausländer“ zuständig, die von Grigorij Orlov geleitet wurde.

#### Anreise und Vertragsschluss
Vierzig Familien ehemaliger jütischer Siedler gelangten am 18. Mai 1766 gemeinsam auf einem Schiff von Lübeck nach Kronstadt, zunächst ohne zu wissen, dass sie in Lettland und nicht an der Wolga angesiedelt werden sollten. Nur wenige Tage zuvor hatte Katharina II. in einem Befehl vom 10. Mai 1766 verfügt, dass auch auf den weitgehend wüstliegenden Krongütern Hirschenhof und dem etwas nördlich davon gelegenen Helfreichshof – heute im Bezirk Madona – aus Deutschland angeworbene Neusiedler Waldgebiete in Ackerland verwandeln und eine bäuerliche Musterkolonie anlegen sollten. Die bisherigen Bewohner, acht Familien einheimischer Leibeigener, die nur einen Teil des bewaldeten Gebiets mit einfachsten Mitteln bewirtschafteten, wurden auf andere Krongüter umgesiedelt.
Nach wochenlanger Wartezeit in den Kasernen der kaiserlichen Residenz in Oranienbaum bei St. Petersburg unterzeichneten die ersten 69 Familienvorstände der künftigen Hirschenhöfer Siedler am 17. August 1766 die Verträge. Anschließend wurden sie von dem Kolonie-Aufseher, dem Landmesser Hinrich Erich Abramson, der das bisherige Gutshaus als Wohnung erhielt, in ihre neue Heimat gebracht. Die Neusiedler wurden zunächst nach Dünamünde befördert und bei lettischen Bauern in Bolderaa bei Riga einquartiert, wo sie erneut warten mussten. Im Herbst 1766 trafen in Hirschenhof 85 Familien mit insgesamt 262 Personen ein, neben den Pfälzern, die bereits in Jütland gewesen waren, Familien aus Pommern und Hessen-Darmstadt. Nachdem bekannt war, dass es auch eine Kolonie in Livland gab, reisten weitere künftige Siedler direkt nach Riga und unterschrieben dort am 11. November 1766 ihre Kontrakte, deren Bestimmungen den Verträgen entsprachen, die ihre neuen Nachbarn im August unterzeichnet hatten:

„1) Daß sämmtliche Hofes- und Bauerländereien von Hirschen- und Helfreichshof den Deutschen Ansiedlern auf ewige Zeiten zum eigenthümlichen Besitze übergeben werden sollen.

2) Zur Ansiedelung jeder einzelnen Familie wurden dreißig Dessätinen oder, nach Livländischem Landesmaaß, sechszig Tonnenstellen Landes bestimmt und zwar:
30 Tonnenstellen zu Acker und Gärten,
10 dito zu Heuschlag,
10 dito zu Wald und
10 dito zum Gehöft und den Gebäuden, wie zu den Weideplätzen.

3) Da alle Hofes- und Bauer-Aecker und Wiesen hiebei mit zur Vertheilung an die Colonisten kommen sollten einige Familien hiebei aber zu besonderem Vortheile gegen die übrigen gekommen wären, so ward ferner bestimmt:
daß diejenigen Colonisten, welche:

a) auf ganz cultivirtem Boden placirt würden, zu ihrer Einrichtung vier Freijahre erhalten sollten,

b) die auf halbcultivirtem Boden, deren 6 Freijahre zu genießen hätten,

c) diejenigen, welche auf 1/3, 2/2, oder 3/4 uncultivirtem Land placirt würden, acht Freijahre bekämen, dagegen
diejenigen, welche

d) auf ganz wüstes und uncultivirtes Land etabliret würden, nach Beschaffenheit dessen, 9 bis 10 Freijahre genießen sollten.

...

16) Wie die ganze Colonie-Verwaltung stets unter gehöriger Aufsicht und Controle der hohen Krone verbleibt, eben so sind in specie die, in, den Grenzen der Colonie befindlichen, Forste unter steter Aufsicht und Direction der Kronsforst-Beamten zu erhalten, um sie bestens zu conserviren. Auch haben die Colonisten etwanige, im Lande allgemein bestehende, Accise- und Zollverordnungen stets pünklich zu erfüllen und denselben stets gehörige Folge zu leisten.

17) Dagegen hat die Colonie-Gemeinde aus ihrer eigenen Mitte sich ihre Aeltesten, Gerichtsbeamten, Buchführer und Schulnotstände zu wählen, ...

18) Das Colonie-Gericht ist ferner noch insbesondere dazu berufen, auf einen ordentlichen Lebenswandel und treuliche Pflichterfüllung aller Colonisten zu wachen, sie zur besten Verwaltung und Couservation ihrer Ländereien (Colonie-Erben genannt), sammt gehöriger Erhaltung aller darauf befindlichen und später noch aufzuführenden Gebäude und Baulichkeiten anzuhalten, eben so wie dafür Sorge zu tragen, daß die Vorschüsse der hohen Krone, sobald der Termin zu deren Rückzahlung eingetreten, stets pünktlichst beigetrieben und entrichtet werden.

19) Die Erbfolge im beweglichen und unbeweglichen Eigenthume der Colonisten, ist nach den Verordnungen des Kaiserlichen Tutel-Conseils, ... zu handhaben, doch wird hiebei noch expresse bestimmt: wie die Inhaber der ihnen zugetheilten Colonie-Ländereien, selbige weder zu verkaufen noch zu verpfänden, geschweige denn gar zu verschulden oder in kleine Theile zu parcelliren, befugt sein sollen, sondern selbige zur besseren Conservation immer im völligen ungeschmälerten Complex auf den nachfolgenden Wirth zu erhalten und zu vererben haben.

20) Schließlich haben die vom Auslande eintreffenden Colonisten, vor Antritt der ihnen zugetheilten Ländereien, Ihro Kaiserlichen Majestät den gebührenden Unterthans-Eid zu leisten und sich hiedurch zu dessen strengster Erfüllung und gewissenhafter Ausführung des Feierlichsten zu verpflichten.“

 Zum Ende des Jahres 1766 lebten 416 deutsche Siedler in der Kolonie. Die bereits ansässigen lettischen Familien sind hierbei nicht mitgezählt.
Im Jahre 1766 wurde in Lettland neben Hirschenhof auch die Kolonie Hilfreichshof gegründet.

#### Entwicklung der Kolonie

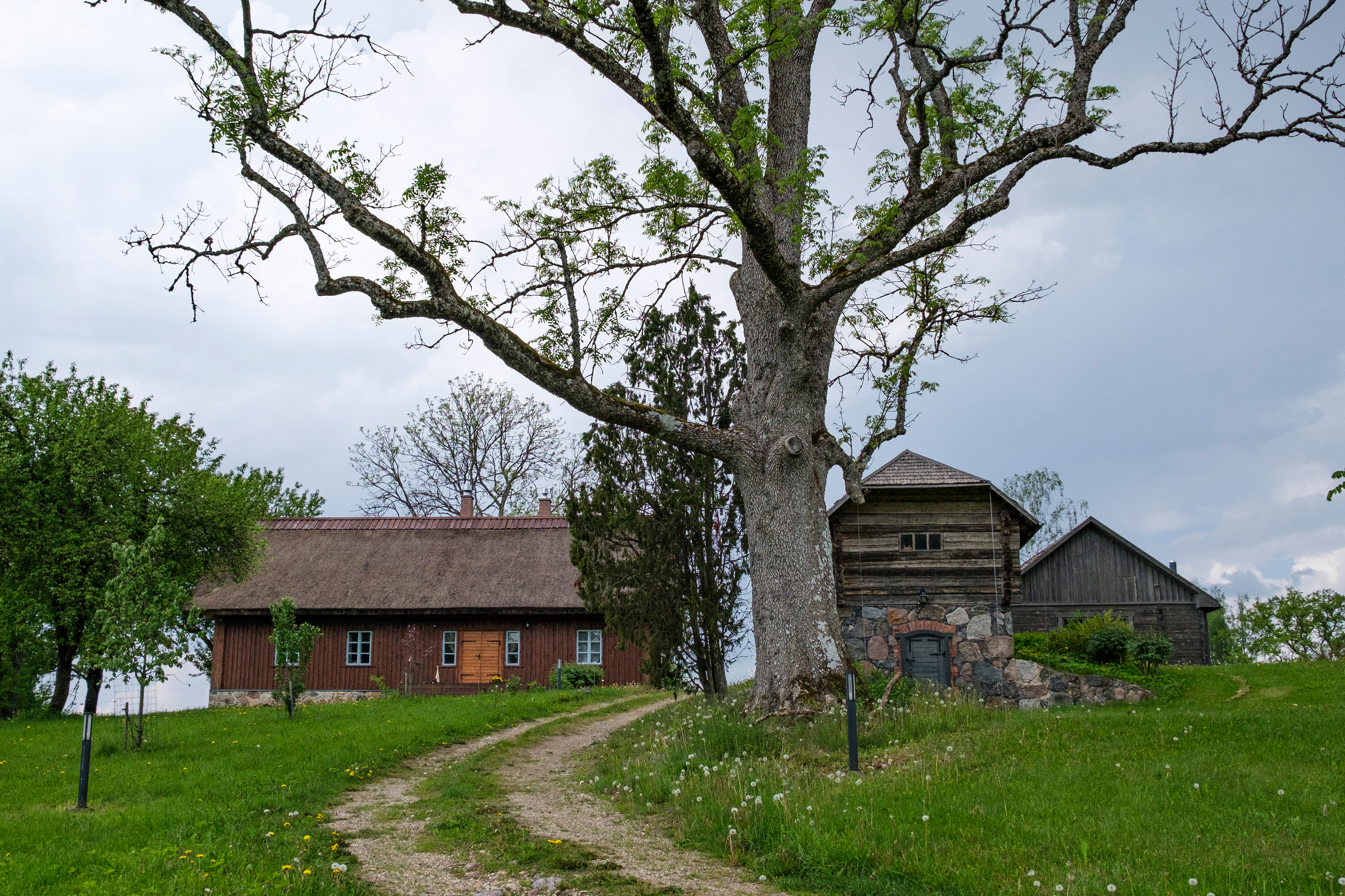
Restaurierter Kolonisten-Hof „No-18 Nomali“ (2024)

Entgegen den ihnen gegenüber gemachten Versprechungen fanden die Kolonisten weder Häuser noch durch Rodung vorbereitetes Land vor. Nicht einmal die Parzellen waren abgesteckt und das notwendige Gerät war auch nicht vorhanden. Nur einige Familien konnten die von den umgesiedelten lettischen Leibeigenen verlassenen Gebäude übernehmen. Die von der Regierung versprochenen Holzhäuser nach einheitlichem Bautyp und Abmaßen von 17 × 10,5 m wurden erst nach der Ankunft der neuen Bewohner errichtet, die solange in Behelfsunterkünften oder wieder bei lettischen Bauern in der Umgebung notdürftig untergebracht wurden. Die Wirtschaftsgebäude mussten von den Kolonisten aus eigenen Mitteln erbaut werden. Nur das Bauholz erhielten sie zugewiesen. Unter diesen Umständen dauerte es lange, bis die Böden urbar gemacht wurden und Ertrag brachten, zumal unter den Neusiedlern nur wenige erfahrene Landwirte waren. Zwar sollte die Steuerbefreiung wegen des schlechten Zustandes des Landes zehn statt fünf Jahre dauern, doch war es unter den gegebenen Umständen kaum zu schaffen, wie vorgesehen die Hälfte des zugeteilten Landes in ertragreiche Äcker zu verwandeln. Zudem mussten nach zehn Jahren auch die zur Verfügung gestellten Gerätschaften, Saatgut und Vieh abgezahlt werden. Die „ganze Colonie-Gemeinde [hatte] für deren prompte Rückzahlung solidarisch zu haften“. Für alle übrigen Abgaben und Steuern wie für Land- und Wegebau oder den Unterhalt des Pastors der Kirche im nahegelegenen Linden (lettisch: Liepkalne), der die Kolonisten zugeteilt wurden, gab es auch in den ersten Jahren keine Erleichterung. Den an das Leben in Dörfern gewohnten Kolonisten fiel es zudem schwer, sich damit anzufreunden, dass ihre neuen Höfe nach Art der lettischen Bauern vereinzelt lagen.

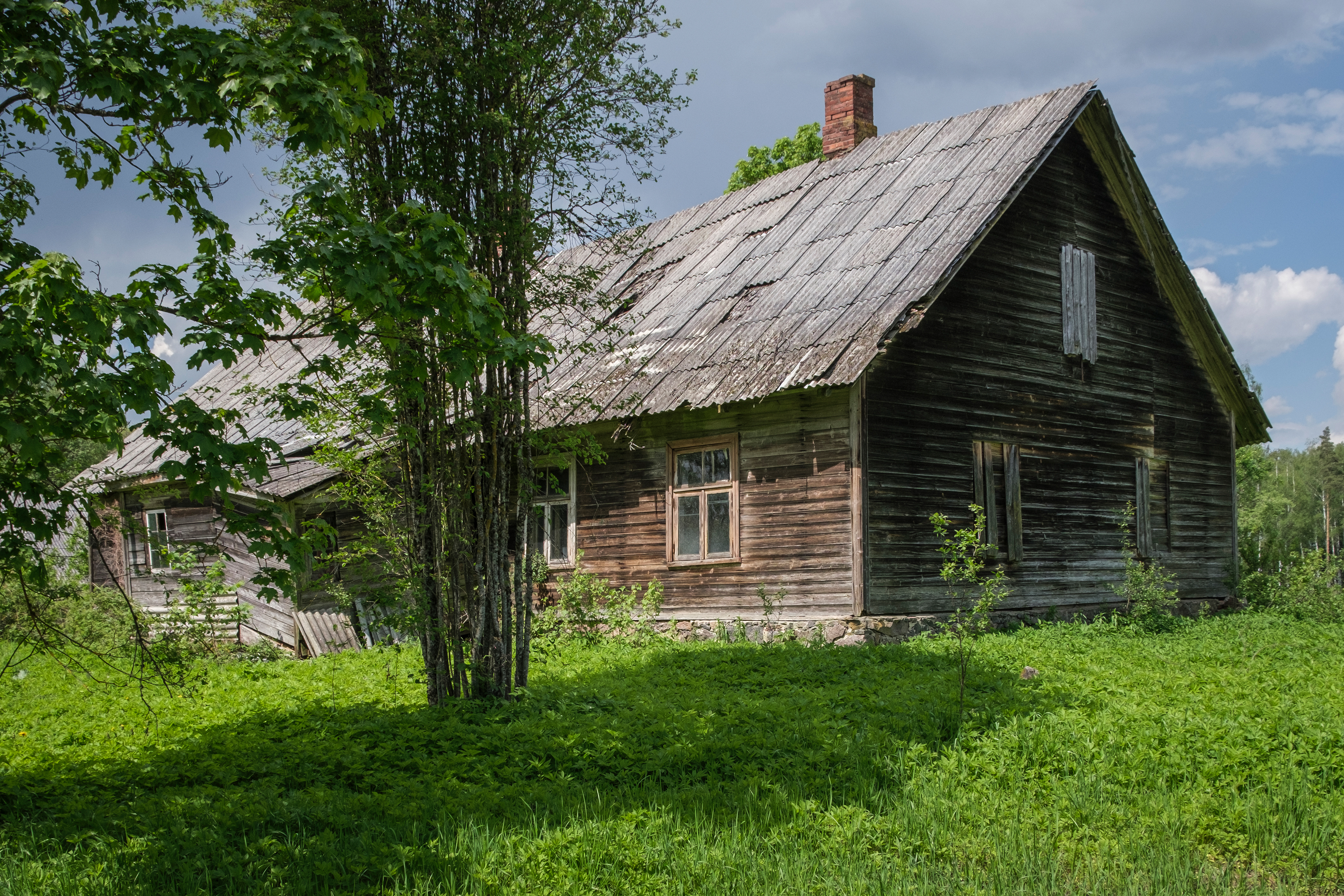
Leerstehendes Kolonistenhaus „No-81 Sumbri“ (2024)

Nachdem bereits mehrere der Umsiedler die Reise nicht überlebt hatten, starben in den ersten Jahren zahlreiche weitere Kolonisten. Da wegen der schlechten Bedingungen schon 1766 die Ersten die Kolonie verlassen wollten und manchen auch die Flucht über die Düna nach Polen gelang, setzte der Kolonie-Aufseher Militär ein, um die Siedler am Verlassen ihrer Parzellen zu hindern und zur Weiterarbeit zu zwingen, denn die russische Regierung hatte hohe Ausgaben in das Kolonisierungsprojekt gesteckt, die die Kolonisten abzuarbeiten hatten. Trotzdem standen 1769 aufgrund von Tod oder Flucht zwölf der 85 Höfe leer, weshalb Leutnant Arnoldi am 14. März 1769 zwölf weitere Kolonistenfamilien nach Hirschenhof brachte. Diese Familien waren ebenfalls um 1765/66 ins Baltikum gekommen, um auf Gütern deutsch-baltischer Gutsherren zu arbeiten. Etwa die Hälfte hatte zuvor auf dem Gut Waiwara in Wirmland, das Karl von Sievers gehörte, gelebt, während die übrigen Familien vom Gut Ullila bei Dorpat, dessen Besitzer Oberst Alexander Magnus von Riedt war, kamen. Bis 1782 kamen weitere Kolonisten nach Hirschenhof. Nun wurden auch im Krongut Helfreichshof Parzellen aufgeteilt, deren Bewohner mangels geeigneter Ausstattung mit Werkzeug und Dünger Schwendbau und Brandrodung betrieben.
Zusätzlich zur eigenen Arbeitskraft beschäftigten die Kolonisten Letten als Knechte und Mägde. Das Angebot, in die Kolonistenverträge für die freien Höfe einzusteigen, lehnten die Letten jedoch ab. Nach der Dritten polnischen Teilung 1795 ließen sich Polen, die auch als nunmehr russische Staatsangehörige anders als die Letten keine Leibeigenen waren, als Arbeitskräfte in der Kolonie nieder. Trotz der schwierigen Anfangsbedingungen dauerte es nur eine Generation, bis die Kolonie wuchs. Das Land wurde knapp, obwohl die Kolonisten bis ins 20. Jahrhundert hinein fast nur untereinander heirateten. Diese Binnenheiraten waren auch darin begründet, dass die Kolonisten für Eheschließungen mit Auswärtigen eine Genehmigung aus Riga beantragen mussten. Ehen mit lettischen oder polnischen Nachbarn kamen vor, waren aber selten.
Da das Land laut Vertrag weder verkauft und geteilt werden durfte, praktizierten die Siedler eine strenge Primogenitur. Jüngere Söhne, die nicht als Erbe in den Pachtvertrag eintreten konnten, verließen schon bald die Kolonie, um sich woanders in Livland Arbeit zu suchen. Das wurde mit der Flucht aus der Leibeigenschaft gleichgesetzt und entsprechend bestraft. Am 21. September 1798 verfügte daher das Generalgouvernement in Riga, dass sich alle Hirschenhöfer in die Kolonie zurückzubegeben hätten. Dort bekamen jüngere Söhne, denen eine Hofübernahme unmöglich war, Pässe, die es ihnen ermöglichten, in Riga oder an anderen Orten nach Arbeit zu suchen. Dafür mussten sie jährlich 2,5 Taler an die Krone errichten. Ihren privilegierten Status als Kolonisten durften sie beibehalten, solange sie in der Kolonie eingeschrieben waren. Das konnte die Pacht oder den Erwerb von Gasthöfen, Mühlen oder Glashütten auf dem Gebiet der Kolonie und in deren Umgebung erleichtern. Es war aber nicht möglich, zusätzlich zu den Privilegien Bürgerrechte in den Städten und damit die Mitgliedschaft bei den deutschen Zünften zu erhalten. Die Niederlassung als Handwerksmeister in den deutsch-baltisch dominierten Städten war damit nicht möglich. Viele Hirschenhöfer ließen sich daher nach ihrer Ausbildung wieder in der Kolonie nieder. Andere zogen in lettische und russische Städte und integrierten sich dort in das deutsch-baltische Bürgertum, mussten dafür aber ihren privilegierten Status als Kolonisten aufgeben. Auch als Handwerker in Riga behielten die ehemaligen Hirschenhöfer jedoch oft über Generationen die Bindung an die Kolonie.
Entgegen dem im Vertrag von 1766 enthaltenen Versprechen, sich selbst verwalten zu dürfen, wurde die Kolonie Hirschenhof lange von der Tutel-Kanzlei eingesetzten Aufsehern und den benachbarten deutsch-baltischen Gutsherren betreut beziehungsweise überwacht.

### Hirschenhof im 19. Jahrhundert
Trotz der schlechten Anfangsbedingungen nahm die Bevölkerung schnell zu. Bei der ersten offiziellen Volkszählung 1816 lebten 1321 deutsche Siedler in der Kolonie – einheimische Arbeitskräfte nicht mitgezählt. Nachdem die lettischen Bauern 1819 aus der Leibeigenschaft entlassen worden waren, versuchten die Hirschenhöfer ihr im Vertrag von 1766 festgeschriebenes Recht zur Selbstverwaltung durchzusetzen, doch erst 1830 gelang die Installation einer „Schulzenverwaltung“. Es wurde ein Gemeindehaus im Zentrum der Kolonie errichtet, in dem die monatlichen Versammlungen der Erbpächter und der Haushaltsvorstände der Handwerkerfamilien stattfanden. Die gewählten Schulzen wurden vor dem Pastor in Linden vereidigt, was allerdings nur bedingt eine Befreiung vom deutsch-baltischen Adel war, da die Gutsherren im Kirchspiel über den Pastor und die Kirchspielsangelegenheiten bestimmen konnten. Um das Gemeindehaus entwickelte sich ein Dorfzentrum.
Zwischen 1828 und 1838 stieg die Einwohnerzahl von 1664 auf 1910. Auch wenn in dieser Zeit Obstgärten angelegt wurden, entsprachen die landwirtschaftlichen Erträge nicht den Erwartungen. Die deutschbaltische Wochenzeitung Das Inland erklärte 1838 die von Kaiserin Katharina II. geplante Kultivierung des Landes als Misserfolg: Die Kolonisten hätten es nicht geschafft, durch „zweckmäßigere Methode des Ackerbaus und der Landwirthschaft überhaupt ein Vorbild der Letten zu sein“.

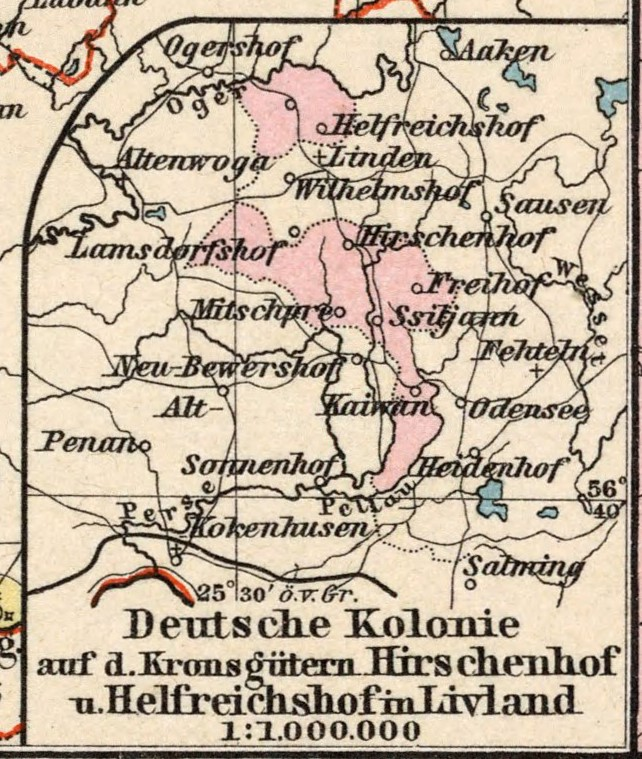
Hirschenhof im Kolonialatlas von Paul Langhans 1897

Bis 1858 konnten die Hischenhöfer ihre steuerlichen Privilegien verteidigen. Durch Umstellung auf Kartoffelanbau und Vieh- und Pferdezucht waren die Erträge gestiegen. Die bewirtschafteten Flächen hatten sich seit 1767 verachtfacht, auch durch die Integration vorher unabhängiger lettischer Höfe in die Kolonie. Da die einzelnen Bauernstellen aufgrund des vorgeschriebenen Anerbenrechts, nach dem nur ein Kind das gesamte Land erbte, ihre ursprüngliche Größe behalten hatten, waren die Kolonisten trotz weit höherem Bevölkerungswachstum deutlich wohlhabender als die benachbarten lettischen Bauern, bei denen wiederholte Erbteilungen zu Überbevölkerung und Verarmung führte. „Anderweitige Leute und Nationale“ schlossen sich daher gerne der Gemeinde an. Bei der Volkszählung 1860 gaben von den 2511 in Hirschenhof lebenden Menschen 103 an, dass sie Letten waren. Gleichzeitig lebten etwa 800 Kolonisten mit Pässen außerhalb der Kolonie. Der Ökonom A. von Hagemeister kritisierte jedoch die nach wie vor zu wenig fortschrittliche Landwirtschaft, die er größtenteils auf die zu geringe Unterstützung der Neusiedler in der Anfangszeit zurückführte.
Mit fast 3000 Einwohnern wurde 1867 die Höchstzahl der Bewohner erreicht. Ab diesem Jahr konnten die bisherigen Erbpächter ihr Land kaufen und Privateigentümer werden. Die Kolonie Hirschenhof wurde zu einer eigenen Gemeinde, jedoch mit dem Sonderstatus einer kolonija pagast, einer Koloniegemeinde, der einige der bisherigen Privilegien wie eine eigene Verwaltung weiter garantierte. Die auf hundert Jahre begrenzte Befreiung von der Wehrpflicht lief 1874 aus. Mit dem Übergang des Landes in den Privatbesitz fiel auch das Verbot, das „Erbe“ zu teilen oder zu verkaufen, fort. In der Folgezeit wurden manche Grundstücke wiederholt geteilt und andere zu größeren Einheiten zusammengelegt. Teilweise bearbeiteten die Besitzer das Land auch nicht mehr selbst, sondern verpachteten es an andere Hirschenhöfer oder auch an Einheimische. Damit entwickelten sich die Besitzverhältnisse auseinander. Obwohl für die Hirschenhöfer nunmehr Freizügigkeit bestand, blieben viele in der ehemaligen Kolonie eingeschrieben.

### Hirschenhof im 20. Jahrhundert

#### Vorkriegszeit
Um 1900 gab es in Hirschenhof 108 Bauern- und 84 Handwerkerstellen. Ein landwirtschaftlicher Verein zur gemeinschaftlichen Nutzung von Landmaschinen und zur Erleichterung des Absatzes der Erzeugnisse wurde 1903 gegründet. Die Russische Revolution 1905 ließ die Kolonie anders als den deutsch-baltischen Adel weitgehend unberührt. Im Jahr 1906 wurde die Schulzenverwaltung durch die russische Gemeindeverwaltung abgelöst. Nach der Revolution 1905 suchte die Livländische Ritterschaft, die sich durch die fortschreitende Russifizierung bedroht sah, erstmals eine engere Verbindung zu den Hirschenhöfer Kolonisten, die sie bis dahin wegen ihres gesellschaftlich niedrigeren Standes verachtet hatte, und finanzierte den Bau der deutschen Schule im Ortszentrum.

#### Hirschenhof im Ersten Weltkrieg
Im Ersten Weltkrieg befahl die russische Regierung die Evakuierung aller deutschen Siedler aus dem Gouvernement Livland, obwohl viele Familien Soldaten im russischen Heer stellten. Daraufhin wurden 1916 die meisten Hirschenhöfer teilweise mit Gewalt deportiert und in die Verbannung nach Sibirien geschickt. Das betraf nicht nur die in der ehemaligen Kolonie Lebenden, sondern auch alle, die dort zwar eingeschrieben waren, aber teilweise über Generationen keine Verbindung mehr dorthin hatten. Die Gemeinde wurde aufgelöst. Durch die Deportation wurde die historisch gewachsene Loyalität der Hirschenhöfer zu Russland schwer belastet. Die Höfe wurden an vor den deutschen Truppen aus Kurland geflüchtete Bauern übergeben.
Nach der deutschen Besetzung des Baltikums 1918 durften die deportierten Deutschstämmigen zurückkehren. Die Hirschenhöfer erhielten ihre Höfe zurück und eine Unterstützung für den Neuanfang durch die deutsche Heeresverwaltung. Die Schulen wurden neu gegründet und die Kirchengemeinde bekam eine eigene, von der lettischen Gemeinde getrennte deutsche Pfarrstelle, deren Inhaber im Dorf lebte, seit 1934 in einem vom Gustav-Adolf-Werk finanzierten Pfarrhaus mit einer kleinen Kapelle. Die Kirche in Linden nutzten die Hirschenhöfer weiterhin gemeinsam bzw. abwechselnd mit der lettischen Gemeinde.

#### Hirschenhof im unabhängigen Lettland
Den Lettischen Unabhängigkeitskrieg 1918/19 unterstützten auch Hirschenhöfer Kolonisten in der Baltischen Landeswehr. Mit Robert Erhardt, der 1907–1912 schon Mitglied der russischen Duma gewesen war, wurde ein Nachkomme der ersten Kolonisten Finanzminister der zweiten und dritten provisorischen lettischen Regierung. Da die Hirschenhöfer Eigentümer ihres Landes und nicht Pächter deutsch-baltischer Großgrundbesitzer waren, blieb Hirschenhof von der lettischen Landreform unberührt. Der Sonderstatus als kolonija pagast (Kolonie-Gemeinde) wurde aber 1925 aufgehoben.
Als Minderheit hatten die Hirschenhöfer als „lettländische Bürger deutscher Nationalität“ das Recht auf Selbstverwaltung und Schulunterricht in der „Familiensprache“, wobei die lettische Sprache ab der zweiten Klasse Pflicht war. In den folgenden Jahren nahm der Anteil der Deutschen an der Gesamtbevölkerung von Hirschenhof kontinuierlich ab von 91 % 1926 auf etwa 85 % 1931. Dennoch blieb Hirschenhof bis zur Umsiedlung der Deutsch-Balten 1939 die einzige Gemeinde in Lettland mit deutscher Bevölkerungsmehrheit und durfte auch nach dem Staatsstreich vom 15. Mai 1934, bei dem Lettisch als Staatssprache auch im Alltag durchgesetzt werden sollte, weiterhin seine Verwaltungsgeschäfte auf Deutsch führen.
Zur Gemeinde gehörten 1931 über 70.000 Hektar landwirtschaftliche Fläche, die von 213 Betrieben bewirtschaftet wurde, eine gemeinschaftlich betriebene Molkerei und eine Wassermühle. Zur selben Zeit wohnten etwa 2000 Nachkommen der Siedler von 1766 in der Kolonie. Weitere rund 8000 Nachkommen der Hirschenhöfer lebten in Lettland verteilt und zählten als Sondergruppe zu den Deutsch-Balten.

#### Aufgabe der deutsch-baltischen Siedlung
Nach 1933 galt die Hirschenhofer Kolonie der nationalsozialistischen Propaganda anfangs als Beispiel für die Ostsiedlung. So war Hirschenhof für Werner Conze ein „Stück gesicherten deutschen Volksbodens“ und damit ein Beispiel für die nationalsozialistische Ideologie der Ausweitung des deutschen Lebensraums nach Osten.
Durch das Geheime Zusatzprotokoll zum Deutsch-sowjetischen Nichtangriffspakt vom 23. August 1939, dem sogenannten Hitler-Stalin-Pakt, wurde Lettland der Sowjetunion ausgeliefert. Unter dem Motto „Heim ins Reich“ wurde die Umsiedlung aller Deutsch-Balten befohlen. Die Bewohner der Hirschenhofer Kolonie wurden gemeinsam in den Warthegau umgesiedelt. Sie stellten sich diesem Schicksal, befürchteten sie doch anderenfalls eine erneute Verbannung in unbewohnte sibirische Gebiete, schreibt Eduard Neander, der ehemalige Leiter der Deutschen Zentrumsschule in Hirschenhof, in seinem Nachwort zur 2. Auflage von Conzes Schrift. „Für die Hirschenhofer Kolonisten hieß es in den dunklen Novembertagen 1939 Abschied nehmen von allem, was einem das Zuhause bedeutet. Zurückbleiben mussten der heimatliche Hof, die über Generationen bestellte Scholle, die Gräber der Voreltern, sogar einige Hofhunde - alles, woran das Herz hing. Die Kolonie hatte aufgehört zu existieren.“ Insgesamt 1600 Kolonisten reisten aus und ließen 172 Höfe zurück. Etwa vierzig Familien blieben in Hirschenhof. Der immobile Besitz der Auswanderer fiel an den lettischen Staat, der die Höfe weiterverkaufte.
Die Zwangsumsiedlung war erneut eine große Tragödie für die Kolonisten. Nicht nur, dass sie ihre zum Teil großen Ländereien und ihren sonstigen Besitz verloren, sie verloren auch ihre Identität. 170 Jahre lang lebten sie friedlich mit den Letten zusammen. Viele ehemalige Kolonisten assimilierten bis zu ihrer Vertreibung in höhere Stellen der lettischen Gesellschaft, ein Beispiel für eine gelungene Integration, wie Artis Pabriks in seinem Buch Auf der Suche nach Hirschenhof betont. Pabriks sieht in der Geschichte dieses kleinen Ortes auch etwas Universelles, „will man die heutigen Migrationsströme begreifen“.
Lettland wurde im Juni 1940 von der Roten Armee besetzt und im August 1940 als Lettische Sozialistische Sowjetrepublik von der Sowjetunion annektiert. Der bis dahin als Hirschenhof bezeichnete Ort wurde nun Irši, russisch Ирши, genannt. Bis 1941 wurden die Ländereien vor allem an katholische Bauern aus Lettgallen vergeben, die sich in den verlassenen Häusern niederließen und im Ortskern eine Scheune zu einer katholischen Kirche umbauten. Im September 1944 brannte die Rote Armee den Dorfkern nieder. 1945 flohen die früheren Bewohner der Kolonie vor dem Heranrücken der Roten Armee aus dem Warthegau in den Westen.
Die Kirche in Liepkalne wurde nach Auflösung der lutherischen Kirchengemeinde 1959 von der Kolchose als Düngerlager genutzt und verfiel, die Orgel und die sonstige Ausstattung gingen verloren. Nach der Einrichtung einer Kolchose und einer Sowchose mit zentralisierten Arbeitersiedlungen wurde 1971 die Gemeindestruktur aufgehoben. Ab den 1970er Jahren wurden viele der Kolonistenhäuser abgerissen, andere standen leer und verfielen. Das ehemalige Wirtshaus beherbergt die örtliche Grundschule.

## Kultur

### Kirche

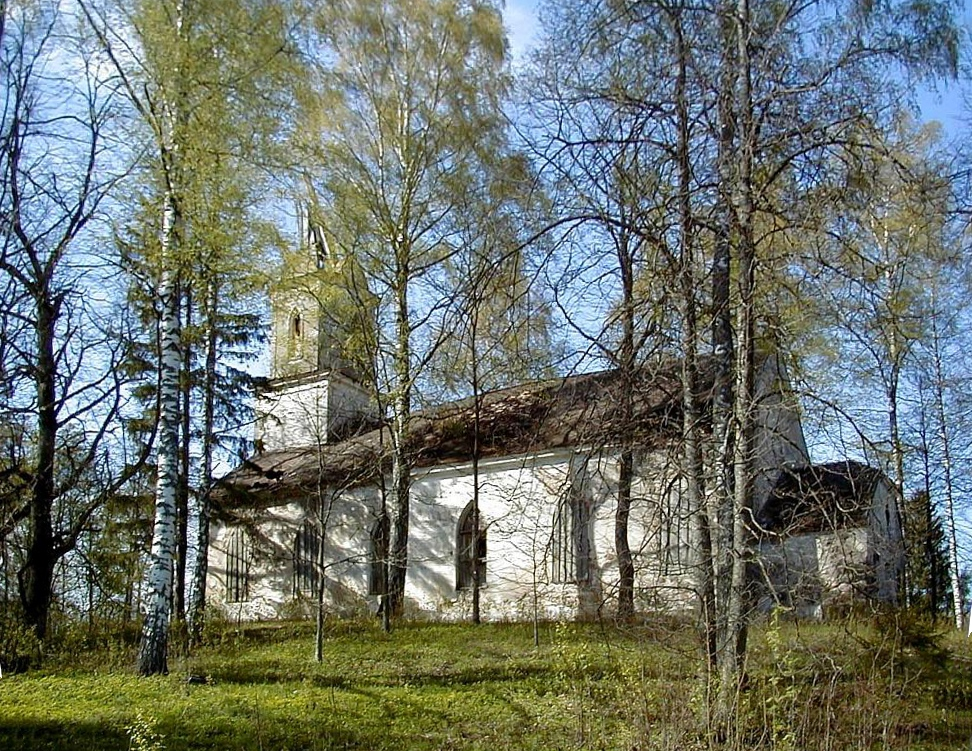
Ruine der lutherischen Kirche Liepkalne (2003)

Den Kolonisten war es verboten, eine eigene Kirche zu bauen und einen Pastor zu berufen. Stattdessen gehörten sie dem lettischen lutherischen Kirchspiel Linden (lettisch: Liepkalne) an, dessen Kirche genau zwischen Hirschenhof im Süden und Helfreichshof im Norden lag und zu der auch eine lettische Schule gehörte. Mitglieder des Kirchspiels waren neben den Kolonisten deutsch-baltische Herren der umliegenden Güter, deren Verwalter und Arbeiter sowie lettische Bauern, die bis 1819 Leibeigene waren. Der Pastor hielt am Sonntagvormittag einen lettischen und am Nachmittag einen deutschen Gottesdienst. Kirchenbücher wurden getrennt für die deutschsprachigen und die als „Undeutsche“ bezeichneten lettischen Gemeindeglieder geführt. Für die vergrößerte Gemeinde wurde die 1680 errichtete Holzkapelle durch einen größeren Holzbau ersetzt.
Als die Kolonie eine Gemeinde wurde, ersetzten die ehemaligen Kolonisten und nunmehrigen Landeigentümer die bisherige Holzkirche in Linden/Liepkalne 1867/68 durch eine steinerne Kirche. Erst nach dem Ersten Weltkrieg erhielt Hirschenhof eine eigene deutschsprachige Pfarrstelle, deren Inhaber im Dorf wohnte, wo auch eine kleine Kapelle errichtet wurde. Die Kirche von Liepkalne wurde weiterhin abwechselnd mit der lettischen Gemeinde genutzt. Der Hirschenhofer Friedhof befand sich in der Nähe der Kirche.

### Schule

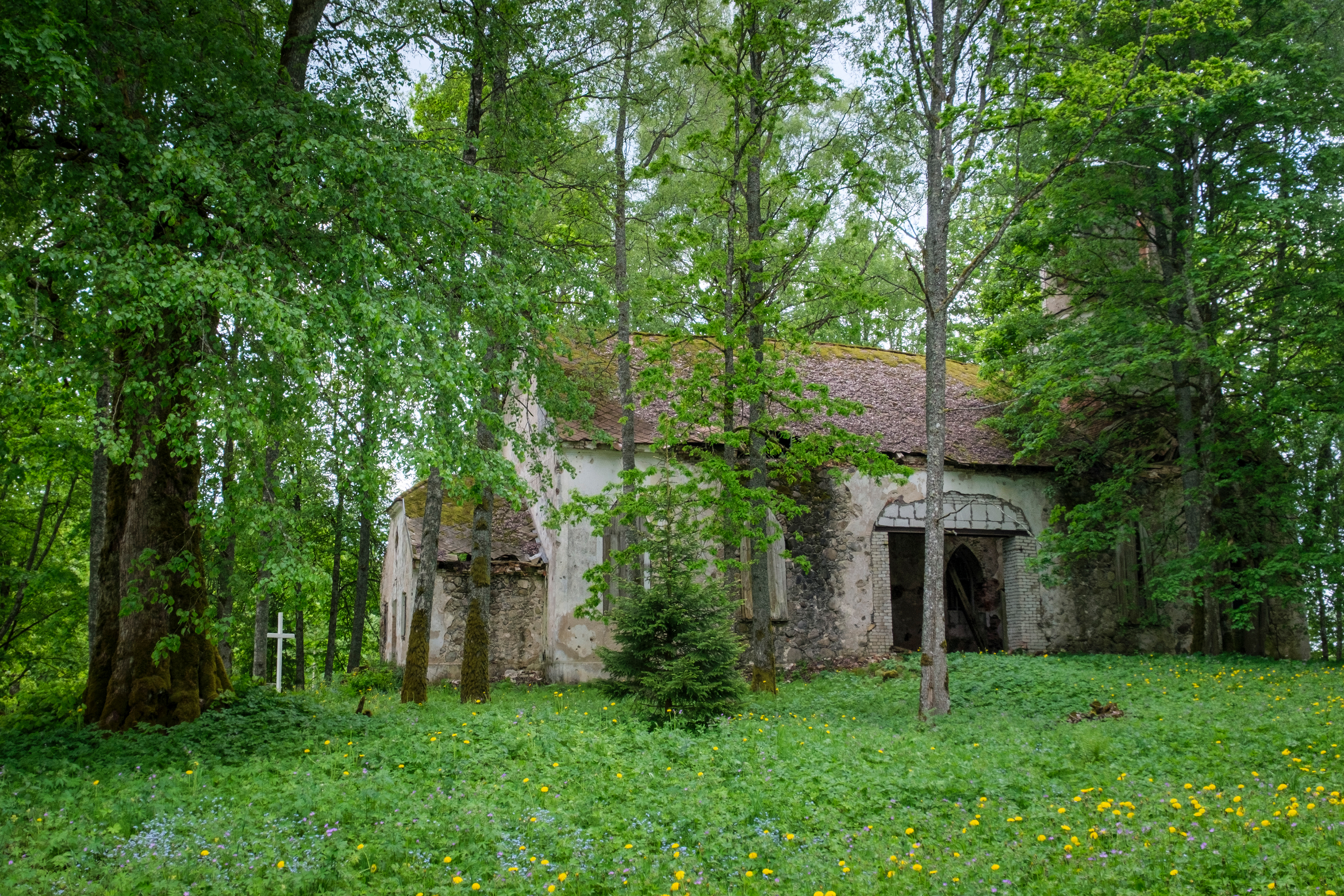
Die ehemalige Kirche der Hirschenhofer Kolonisten in Liepkalne (2024)

Eine richtige Schule gab es in der Kolonie lange nicht. Viele der ersten Siedler waren Analphabeten. Die meisten hatten die Verträge nur mit drei Kreuzen unterzeichnet. Einzelne als Schulmeister beauftragte Kolonisten unterrichteten neben ihrem eigentlichen Beruf als Bauern oder Handwerker die Kinder der Nachbarhöfe in ihrer eigenen Wohnung im Lesen. Ab 1810 gab es eine „Schreibschule“, die 1819 im Zusammenhang mit der Aufhebung der Leibeigenschaft in den Ostseegouvernements, die die Landbesitzer zur Einrichtung von Schulen für die Landbevölkerung verpflichtete, ein eigenes Gebäude bekam. An dieser „russischen Schule“ wurden jedoch nur zwanzig Kinder in Schreiben, Rechnen, Religion und Russisch unterrichtet. Da es keine deutsche Schule gab, waren noch 1860 fast alle Kolonisten Analphabeten. Die erste deutsche Schule mit einem eigens dafür gebauten Schulgebäude wurde erst 1884 am südöstlichen Rand der Kolonie gegründet. Die Einrichtung der vierklassigen Elementarschule im westlichen Teil konnte die Gemeinde 1909 gegen die Schulzen durchsetzen. 1910 wurde mit Hilfe des Deutschen Vereins in Livland zusammen mit dem deutsch-baltischen Adel der Nachbargüter eine zentrale deutsche Schule neben der seit 1810 bestehenden russischen Schule errichtet. Diese Schule hatte nach 1918 sieben Klassen und bot auch ein Internat für die Kinder der entfernter liegenden Höfe an. 1925 gab es insgesamt vier deutsche Schulen in der Kolonie.

### Sprache
Die Kolonisten lebten verhältnismäßig isoliert. In den Augen der häufig schon seit Jahrhunderten als lokale Oberschicht in Lettland ansässigen Deutsch-Balten galten sie als ungebildet. Als der bäuerlichen Schicht zugehörig wurden sie teilweise nicht einmal als Deutsche wahrgenommen. Während die Deutsch-Balten im Zuge des 17./18. Jahrhunderts vom Mittelniederdeutschen zum Hochdeutschen wechselten, behielten die neuangesiedelten, zumeist aus der Kurpfalz und Hessen-Darmstadt stammenden Bauern ihre Herkunftsdialekte bei. Im Hirschendorfer Deutsch wurden einerseits alte Wendungen konserviert und andererseits Vokabular der lettischen Nachbarn aufgenommen.
Im ersten Drittel des 20. Jahrhunderts war die Kolonie als Sprachinsel Forschungsobjekt. Walther Mitzka stellte 1923 als Herkunftsdialekt besonders Rheinfränkisch heraus. Jedoch hätte dieser Dialekt sich unter dem Einfluss der Sprache der gebildeten Deutsch-Balten verschliffen und sich mit lettischen und teilweise auch russischen Einflüssen zu einer eigenen Mundart gemischt, die Mitzka als „verdorbenes Hochdeutsch“ oder veraltetes Baltendeutsch ansah.

## Erinnerung an die Kolonie Hirschenhof

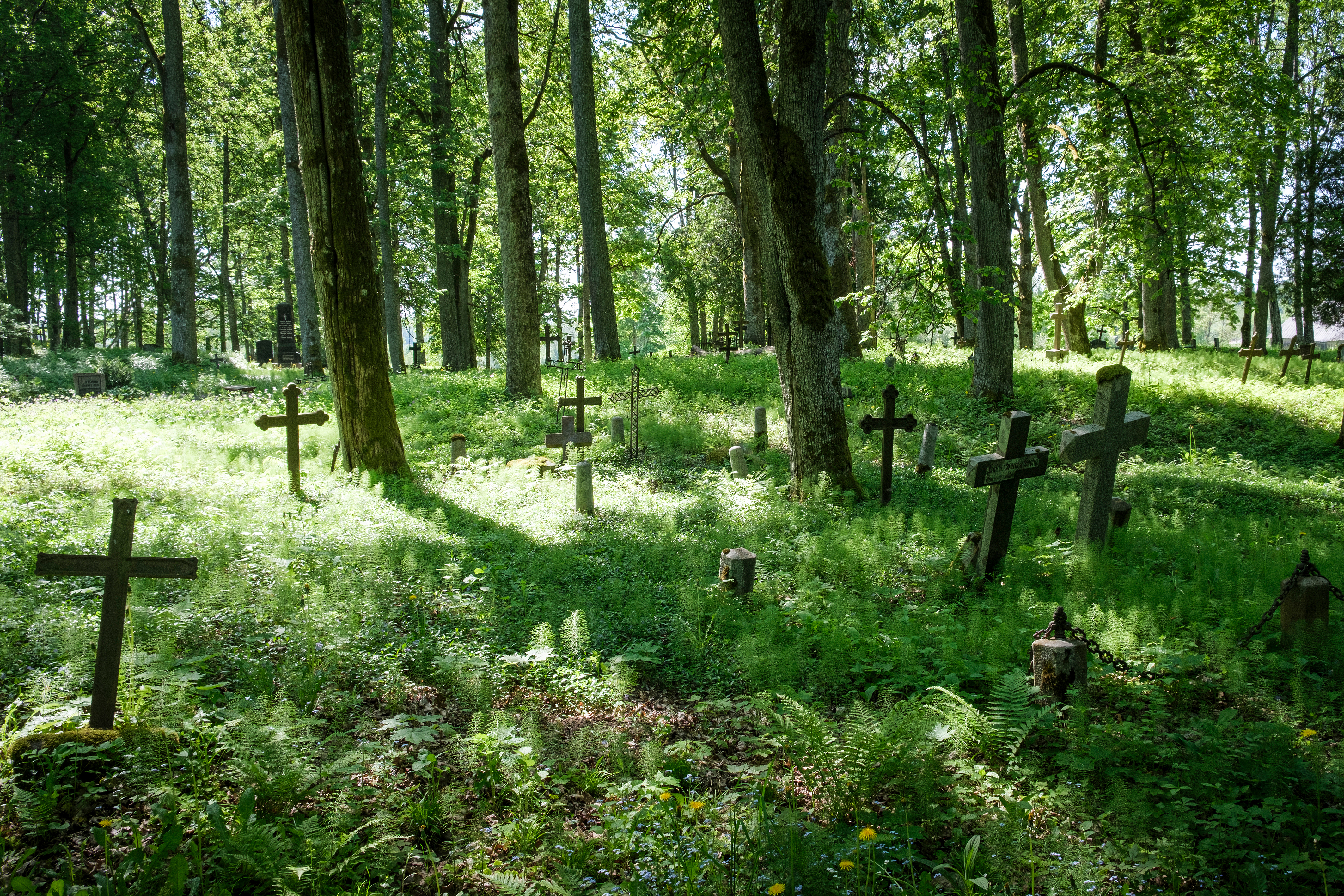
Friedhof der Hirschenhofer Kolonisten in Liepkalne (2024)

Von den meisten Gebäuden der Kolonie Hirschenhof sind höchstens Ruinen geblieben. Nur der heute „Nomaļi“ genannte Hof Nr. 18 ist noch weitgehend im Originalzustand erhalten. Er wurde 2013 in die Liste der staatlich geschützten Kulturdenkmäler aufgenommen. Zu dem Gehöft gehört ein durch die im Grundstein eingemeißelte Jahreszahl auf 1892 datiertes Wohnhaus, bei dem sich möglicherweise Teile eines älteren Gebäudes aus der Zeit der Koloniegründung erhalten haben. Es handelt sich um ein Holzblockhaus auf einem Steinmauerwerkfundament, dessen Satteldach mit Holzspänen gedeckt ist. Haupt- und Stirnfassade sind mit senkrechten Brettern verkleidet, die Hoffassade ist unverkleidet. Die ursprünglichen hölzernen Fensterrahmen aus dem späten 19. und frühen 20. Jahrhundert sind erhalten geblieben. In allen Räumen befinden sich Balkendecken und Dielenböden. Die ursprüngliche Anordnung der Räume und der größte Teil der Einrichtung und Haushaltsgegenstände sind erhalten geblieben. Zum Gehöft gehören eine unterkellerte Scheune vom Ende des 19. Jahrhunderts sowie weitere, aus Holz errichtete Nebengebäude.
Auf dem aufgelassenen deutschen Friedhof waren beim Zerfall der Sowjetunion 1989 noch 138 Grabsteine erhalten, auf denen die Namen von 176 Personen standen. Seit 1992 steht ein Gedenkstein für die deutsche Kolonie Hirschenhof vor dem einstigen Gemeindehaus. Um die Geschichte der Kolonie Hirschenhof kümmert sich der Verein Hiršenhofas mantojums (Das Erbe von Hirschenhof), der 2020 nach Artis Pabriks’ kulturhistorischem Essay Auf der Suche nach Hirschenhof von 2018 den zweisprachigen Bildband Hirschenhof – Irši pagātnes pēdas = Hirschenhof – Irši: das Gestern im Heute von Undīne Pabriks-Bollow und Artis Pabriks herausgab. Im ehemaligen Gemeindehaus und in der Schule gibt es Ausstellungen.

## Persönlichkeiten
Bekannte Nachkommen der Hirschenhöfer Siedler von 1766/69 sind:
- Robert Erhardt (* 1874 in Riga) war Ältester der Großen Gilde und Dumaabgeordneter in Riga und 1919/20 Finanzminister der neuen lettischen Republik. Er stammte von Johan Georg Erhardt ab, der 1760 vom Odenwald nach Jütland gezogen war und 1766 zusammen mit seiner Frau, die er dort geheiratet hatte, und zwei Kleinkindern nach Hirschenhof kam.[17] Sein Vater Johann Jacob (* 1847) hatte als jüngerer Sohn Hirschenhof nach 1867 verlassen und war in Riga zum Direktor einer Versicherung aufgestiegen.
- Der Komiker Heinz Erhardt war ein Neffe von Robert Erhardt.[77]
- Der Mathematiker Rudolf Gangnus (1883–1949) stammte aus einer großen Familie, die über Jütland nach Hirschenhof gelangt war und im Laufe der Zeit mehrere „Erben“ übernommen hatte. Als Nachfahre eines jüngeren Sohnes ohne Erbpachtstelle betrieb sein Vater eine Glasbläserei westlich von Riga. Gangnus studierte in Moskau, schloss sich dort der Revolution an und machte Karriere im Bildungswesen. 1938–1943 befand er sich als Konterrevolutionär im Gulag.
- Otto Juljewitsch Schmidt (1891–1956) gehörte ebenfalls zu den Nachkommen der ehemaligen jütischen Siedler. Sein Vater Julius Friedrich Schmidt heiratete eine Lettin und zog von Hirschenhof ins heutige Belarus und später nach Kiew. Als Arktisforscher war Schmidt Leiter des Geophysikalischen Instituts an der Sowjetischen Akademie der Wissenschaften. Daneben befasste er sich mit Mathematik und Psychoanalyse.
- Der lettische Politiker Artis Pabriks (* 1966) schrieb Auf der Suche nach Hirschenhof. Ein kulturhistorisches Essay und renovierte den Kolonistenhof Nomaļi.[78]